# Karolina Skog
Karolina Maria Skog, född Algotsson 30 mars 1976 i Åhus församling, Kristianstads län, är en svensk politiker (miljöpartist). Mellan 2016 och 2019 var hon Sveriges miljöminister. Skog var riksdagsledamot från januari 2019 till januari 2022.

## Biografi
Karolina Skog är uppvuxen i Åhus. Hon har en magisterexamen i humanekologi från Lunds universitet. Skog rekryterades till Grön ungdom år 2001 där hon var aktiv i flera år. 2005–2006 var hon redaktör för Miljöpartiets tidskrift Grönt. 
Från 2006 var Skog politisk sekreterare i Malmö. 2010–2014 var hon kommunalråd för framtidens trafik för Malmö stad. Hon var ordförande i Miljöpartiet i Malmö 2002–2007 och språkrör för Gröna Studenter 2004–2007 som hon var med och grundade år 2002. Fram till 2016 arbetade Karolina Skog som kommunalråd med ansvar för stadsbyggnad, bostadsförsörjning och service i Malmö stad. Hon var ordförande i stadsbyggnadsnämnden och ledamot i beredningen för samhällsbyggnad i Sveriges kommuner och landsting. Under åren 2013–2015 var Skog ledamot i bostadsplaneringskomittén och hon har även suttit i sambyggnadsberedningen och den tillfälliga bostadsberedningen inom nuvarande SKR.
Den 25 maj 2016 utsågs Skog till miljöminister i regeringen Löfven I, men lämnade uppdraget den 21 januari 2019 i samband med att regeringen Löfven II tillträdde. I hennes ministerportfölj ingick även stadsutvecklingsfrågor. 
Den 2 oktober 2020 meddelade Skog att hon skulle ställa upp i Miljöpartiets språkrörsval 2021., men kandidaturen drogs tillbaka när partiets valberedning föreslog Märta Stenevi till nytt kvinnligt språkrör. I februari 2021 valdes Skog i stället till en av partiets två gruppledare i riksdagen, ett uppdrag hon behöll tills hon valde att lämna riksdagen i januari 2022.
Karolina Skog är gift med Daniel Skog (född 1979).